# Зірі ібн Манад
Зірі ібн Манад аль-Санхаджа (араб. زيري بن مناد الصنهاجي; д/н — 971) — засновник династії Зірідів, валі Магрибу.

## Життєпис
Походив з племені такалата, частини берберської конфедерації санхаджа. 940 року Зірі ібн Мунад побудував на схилах Джебель-Лахдара фортецю Ашир для захисту кордонів Фатімідського халіфату від нападів берберів, що були васалами Кордовського халіфату. Його син Булуггін заснував фортеці Алжир (944 року на місті руїн античного Ікосія), Міліану і Медею.
У 943—947 роках брав активну участь у придушення антифатімідського повстання берберського племені іфрана на чолі із Абу Язідом. 945 року захистив Махдію, столицю халіфату. За перемоги був призначений халіфом Аль-Мансуром намісником (валі) в землях. що відповідали колишнім володінням Рустамідів. Резиденцію робить місто тахерт, яке відбудовує. Невдовзі Зірі став карбувати монети, якими розплачувався з вояками. Цим було закладено сонову майбутньої потуги Зірідів.
960 року зірі перетвориє фортецю Алжир на значний порт. 969 року починає кампанії проти берберів-маграва. 970 року спробував захопити Фес. 971 року зазнав поразки від Джафара ібн Алі, намісник М'сіли, що повстав проти Фатімідів. Голову Зірі було відправлено до Кордови. Посаду й володіння успадкував син Булуггін.